# سده ۵ (خورشیدی)
سده پنجم (۵) هجری خورشیدی، سده‌ای است که از ۱ فروردین سال ۴۰۱ هجری خورشیدی آغاز گشت و در پایان ۳۰ اسفند سال ۵۰۰ هجری خورشیدی پایان یافت. 
| سده‌ها: | سده ۴ - سده ۵ - سده ۶                   |
| دهه‌ها: | ۴۰۰ ۴۱۰ ۴۲۰ ۴۳۰ ۴۴۰ ۴۵۰ ۴۶۰ ۴۷۰ ۴۸۰ ۴۹۰ |